# توماش فاتسليك
توماش فاتسليك (بالتشيكية: Tomáš Vaclík) (مواليد 29 مارس 1989) هو لاعب كرة قدم تشيكي يلعب كحارس مرمى لصالح نادي أولمبياكوس اليوناني. سبق وأن لعب لعدة أندية أوروبية منها نادي إشبيلية الإسباني ونادي بازل السويسري.

## روابط خارجية
- توماش فاتسليك على موقع الاتحاد الدولي (مؤرشف)  (الإنجليزية)
- توماش فاتسليك على موقع الاتحاد الأوربي (الإنجليزية)
- توماش فاتسليك على موقع الاتحاد التشيكي (الإنجليزية)
- توماش فاتسليك على موقع قاعدة بيانات كرة القدم.إي يو (الإنجليزية)
- توماش فاتسليك على موقع ناشيونال فوتبول تيمز (الإنجليزية)
- توماش فاتسليك على موقع Soccerbase.com (لاعب) (الإنجليزية)
- توماش فاتسليك على موقع Soccerway.com (الإنجليزية)
- توماش فاتسليك على موقع عالم كرة القدم.نت (الإنجليزية)
- توماش فاتسليك على موقع AS.com (الإسبانية)
- Tomáš Vaclík